# Ligares
Ligares is een plaats (freguesia) in de Portugese gemeente Freixo de Espada à Cinta en telt 520 inwoners (2001).